# Mahmut Bakalli
Mahmut Bakalli (serb.-chorw. Махмут Бакали, Mahmut Bakali, ur. 19 stycznia 1936 w Djakowicy, zm. 14 kwietnia 2006 w Prisztinie) – kosowski i jugosłowiański politolog, socjolog i polityk, przewodniczący Związku Komunistów Kosowa w latach 1971-1981.

## Życiorys
Ukończył studia politologiczne na Uniwersytecie w Belgradzie. Pod koniec lat 50. został wykładowcą socjologii na Uniwersytecie w Prisztinie.
W 1961 roku został przewodniczącym Związku Młodzieży Kosowa.
Od 28 czerwca 1971 do 6 maja 1981 był przewodniczącym Związku Komunistów Kosowa; zrezygnował z tej funkcji w ramach protestu przeciwko brutalnemu sposobu tłumienia protestów, na których domagano się większej autonomii dla Kosowa, następnie spędził dwa lata w areszcie domowym. Na stanowisko przewodniczącego partii powróciła Veli Deva, która w 1971 roku zrezygnowała z pełnienia tej funkcji.
W 1974 roku został członkiem Komitetu Centralnego Związku Komunistów Jugosławii.
W maju 1998 roku wraz z czterema innymi kosowskimi politykami (m.in. z Ibrahimem Rugovą) udał się do Belgradu, gdzie spotkał się z prezydentem Jugosławii Slobodanem Miloševiciem w celu podjęcia rozmów pokojowych mających na celu zakończyć wojnę w Kosowie. Uczestniczył również na konferencji w Rambouillet, która odbyła się na początku 1999 roku; obie próby negocjacji pokojowych z Jugosławią się nie powiodły.
W 2001 roku w wyniku wyborów parlamentarnych uzyskał mandat do Zgromadzenia Kosowa, gdzie reprezentował Sojusz dla Przyszłości Kosowa.
W 2002 roku zeznawał przed Międzynarodowy Trybunałem Karnym dla byłej Jugosławii przeciwko Slobodanowi Miloševiciowi.
W ostatnim miesiącu swojego życia pracował jako doradca premiera Kosowa Agima Çeku.

## Życie prywatne
Żonaty, ojciec trzech córek.
Często uczestniczył w polowaniach; był w posiadaniu czterech strzelb myśliwskich oraz jednego pistoletu, które po 1981 roku zostały skonfiskowane przez władze jugosłowiańskie.